# Mini-DVI
Mini-DVI é a versão reduzida do DVI usado em alguns dispositivos Apple.
Este conector era usado freqüentemente no lugar de um conector DVI a fim conservar o espaço físico em dispositivos. São capazes de carregar sinais de DVI, de VGA, com o uso de um adaptador para poder conectar a um outro monitor. Mini-DVI não tem suporte a conexões de dupla-ligação, com isso não lêem definições mais altas do que 1920x1200 @60Hz.

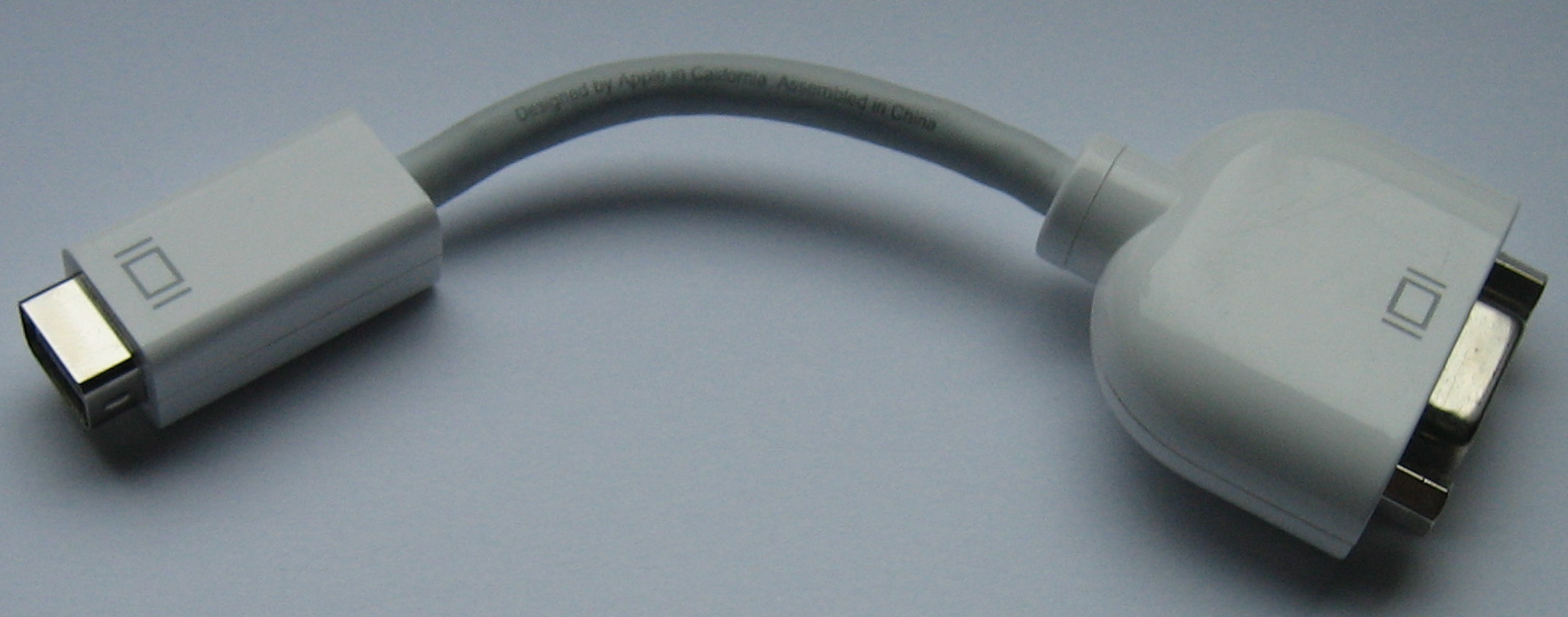